# Shot (The Jesus Lizard)
Shot è un album discografico del gruppo noise rock statunitense The Jesus Lizard, prima uscita per la major discografica Capitol Records che pubblicò il disco nel 1996.

## Il disco
Impressionati dal lavoro da lui svolto per l'album Houdini dei Melvins, la band ingaggiò il produttore discografico Garth Richardson (in arte "GGGarth") per la registrazione di Shot. Particolarmente evidente è la differenza di produzione rispetto a quanto fatto da Steve Albini per i precedenti lavori del gruppo. Su quest'album il suono della voce di David Yow, appare molto più comprensibile ed alzata di volume nel missaggio generale rispetto ai dischi precedenti.
Shot fu il primo album dei Jesus Lizard a non essere prodotto da Steve Albini. Le voci circa l'allontanamento di Albini a causa del coinvolgimento dei Jesus Lizard con la Capitol, una "major" discografica, continuano a persistere tuttora, nonostante sia Albini che il gruppo stesso le abbiano smentite più volte nel corso degli anni.

## Tracce
- Tutti i brani sono opera dei Jesus Lizard, eccetto dove indicato.

1. Thumper - 3:31
2. Blue Shot - 4:13
3. Thumbscrews - 3:10
4. Good Riddance - 3:15
5. Mailman - 3:26
6. Skull of A German - 3:42
7. Trephination - 3:34
8. More Beautiful Than Barbie - 2:50
9. Too Bad About The Fire - 4:00
10. Churl - 2:53
11. Now Then - 2:34
12. Inamorata - 3:05
13. Pervertedly Slow - 2:40

## Formazione
- David Yow – voce
- Duane Denison – chitarra
- David Wm. Sims – basso
- Mac McNeilly – batteria